# Jup do Bairro
Jup Lourenço da Mata Pires, más conocida por su nombre artístico Jup do Bairro (São Paulo, 21 de enero de 1993), es una artista multimedia brasileña, que trabaja en música, cine y artes escénicas. En septiembre de 2023 actuó con Pabllo Vittar en el The Town Festival, realizado en el Autódromo de Interlagos, São Paulo.

## Biografía y carrera
Jup nació y aún vive hoy en Valo Velho, un barrio del distrito de Capão Redondo, al sur de la ciudad de São Paulo (SP). La multiartista inició su carrera en 2007; ella encontró en las artes la posibilidad de expresar sus vivencias. Durante su carrera se desempeñó como educadora, locutora, estilista, actriz, cantante, performer y productora de eventos, todo de manera autodidacta y poniendo siempre en la agenda las narrativas que atraviesan su cuerpo. En música, Jup do Bairro formó parte de la banda de la también multiartista Linn da Quebrada durante alrededor de tres años, como su corista y intérprete, y colaboró en la creación de "Pajubá" en 2017. Simultáneamente, creó el proyecto BAD DO BAIRRO, junto a la productora musical y DJ BADSISTA.
También fue quien firmó la producción musical del EP Corpo sem Juízo, lanzado en 2020, el trabajo debut de la carrera solista de la cantante, en el que habla de sus propias experiencias como mujer trans, nacida y criada en las afueras de Sao Paulo. El EP fue un éxito de público y crítica, valiéndole a Jup los premios Multishow y APCA en la categoría Revelación del Año. También fue nominado en las categorías "Revelación" y "Mejor Álbum" de los WME Awards By Music. Corpo sem Juízo también cuenta con apariciones especiales de Deize Tigrona, Rico Dalasam, Linn da Quebrada y Mulambo. En televisión, Jup debutó en 2019 en Canal Brasil (Globosat), junto a Linn da Quebrada, el primer talk show conducido por una persona trans en Brasil, el programa de entrevistas TransMissão, con dos temporadas ya terminadas y una tercera en producción.
Fue una de las atracciones que se presentaron en Lollapalooza Brasil 2022. En el mismo año, realizó una gira por el mundo y varias ciudades brasileñas con Corpo sem Juízo - a turnê, con el fin de promocionar el álbum.
En 2024 lanzó su segundo EP, in.corpo.ração, con producción musical del dúo CyberKills y apariciones especiales de Mateus Fazeno Rock y Edgar.

## Discografía[13]

### Extended plays(EPs)
| Álbum           | Detalles                                                                                       |
| --------------- | ---------------------------------------------------------------------------------------------- |
| Corpo Sem Juízo | - Lanzamiento: 11 de junio de 2020 - Formato: CD, descarga e streaming - Discográfica: Tratore |

### Sencillos

#### Como artista principal
| Año  | Sencillo                                                     | Álbum             |
| ---- | ------------------------------------------------------------ | ----------------- |
| 2019 | "Corpo Sem Juízo"                                            | Corpo Sem Juízo   |
| 2019 | "Corpo Sem Juízo Remix"                                      | -                 |
| 2019 | "Sou Eu" (con BADSISTA)                                      | -                 |
| 2020 | "Vou Te F****" (con BADSISTA)                                | -                 |
| 2020 | "All You Need Is Love" (con Rico Dalasam & Linn da Quebrada) | Corpo Sem Juízo   |
| 2020 | "Pelo Amor De Deize" (Deize Tigrona)                         | Corpo Sem Juízo   |
| 2020 | "Luta Por Mim" (com Mulamba)                                 | Corpo Sem Juízo   |
| 2020 | "Bixa Preta Pt. 2 Remix" (con Linn da Quebrada & Sanvtto)    | Pajubá - Remix II |
| 2021 | "O Corre"                                                    | Corpo Sem Juízo   |
| 2021 | "Sinfonia do Corpo"                                          | Corpo Sem Juízo   |
| 2022 | "Máscara"                                                    | Icônicas          |

#### Como artista invitada
| Año  | Sencillo           | Artista(s)       | Álbum  |
| ---- | ------------------ | ---------------- | ------ |
| 2022 | "Busca Implacável" | Pitty & BADSISTA | Casulo |

## Filmografía

### Cinema[14]
| Año  | Filme             | Personaje  | Nota       |
| ---- | ----------------- | ---------- | ---------- |
| 2018 | Bixa Travesty     | Ella misma | Documental |
| 2018 | Abrindo o Armário | Ella misma | Documental |

### Televisión
| Año  | Película            | Papel / Función | Canal        |
| ---- | ------------------- | --------------- | ------------ |
| 2018 | Republika           | Ella misma      |              |
| 2020 | Estão Me Observando | Ella misma      | (serie web)  |
| 2019 | TransMissão         | Presentadora    | Canal Brasil |

## Premios y nominaciones[18]
| Año  | Premio                                         | Categoría     | Nominación      | Resultado |
| ---- | ---------------------------------------------- | ------------- | --------------- | --------- |
| 2020 | Prêmio Multishow de Música Brasileira 2020     | Nueva Artista | Ella misma      | Ganadora  |
| 2020 | Associação Paulista de Críticos de Arte (APCA) | Nueva Artista | Ella misma      | Ganadora  |
| 2020 | WME AWARDS BY Music                            | Nueva Artista | Ella misma      | Nominada  |
| 2020 | WME AWARDS BY Music                            | Mejor Álbum   | Corpo sem Juízo | Nominada  |

## Giras
- CORPO SEM JUÍZO - a turnê (2022)